# Bloomingburg (New York)
Bloomingburg è un villaggio degli Stati Uniti d'America, situato nello stato di New York, nella contea di Sullivan.